# Jacob Jennings Brown
Jacob Jennings Brown, ameriški general, * 9. maj 1775, Bucks County, Pensilvanija, † 24. februar 1828, Washington, D.C..